# Slavko Stolnik
Slavko Stolnik (Donja Voća, 11. lipnja 1935. – Donja Voća, 17. svibnja 1991. ) – slikar i velikan hrvatskoga naivnog slikarstva.

## Životopis
Interes prema slikarstvu pokazao je još u ranom djetinjstvu, ali bio je rođen u siromašnoj seljačkoj obitelji, te nije imao novca za školovanje. Radio je prvo kao rudar, a zatim kao milicajac u Zagrebu.

## Hegedušićev utjecaj
U Zagrebu je ubrzo upoznao pedagoga Krstu Hegedušića koji je primijetio njegov talent prema slikarstvu i podučava ga slikanje na staklu.
Poslije velikog početnog uspjeha, smatran je senzacijom u umjetničkom svijetu, i odlazi u Pariz da "osvoji svijet". Neškolovani seljak, nenavikao na grubosti života velikog grada, završava kao beskućnik pod mostovima Seine. U Zagreb se vraća 1963., a zatim u svoje rodno mjesto gdje biva nadahnut lokalnim slikama svakodnevnog života. U trećoj, i najplodnijoj fazi svog umjetničkog djelovanja, između 1970. i 1976.  nastaju njegova najvažnija djela. Osim slikarstva, postaje vrstan kipar a bavio se i narodnom medicinom, što je bio razlog mnogobrojnih posjeta, u kasnim 1980-ima,  osoba iz bivše Jugoslavije koji su tražili njegovu pomoć za ozdravljenje. Novinar i publicist Mladen Pavković objavio je sljedeće knjige: monografija "Stolnik", u suradnji s Ernestom Fišerom, 1985., "Vraćam život otpisanima", dva izdanja, 1990., "Misterij Stolnik", 1991., monografija "Braća Slavko i Stjepan Stolnik", u suradnji s Josipom Paladom, 1998., "Slavko i Stjepan Stolnik", 2012. Pavković je autor i više izložbi fotografija na temu života i rada ovog umjetnika (Zagreb, Varaždin, Koprivnica...).

## Izložbe
Gradovi u kojima je izlagao grupno ali i samostalno bili su: Zagreb, Rijeka, Dubrovnik, Beograd, Lausanne, Pariz, Zlatar, Varaždin, Frankfurt, Milano, Duisburg, Torino Asti, Željezno.
Njegov rad može se naći u Hrvatskom muzeju naivne umjetnosti u Zagrebu.

## Smrt
U noći između 16. i 17. svibnja 1991. njegov životni put završava tragično. U njegovom domu u Donjoj Voći ubila su ga dvojica pljačkaša.